# Фолксваген Артеон
„Фолксваген Артеон“ (Volkswagen Arteon) е модел големи автомобили (сегмент D) на германската компания „Фолксваген“, произвеждан от 2017 година.
Базиран на платформата на „Фолксваген Пасат B8“, но с по-луксозна фастбек каросерия, той заменя както подобния „Фолксваген CC“ (2008-2017), така и „Фолксваген Фаетон“ (2003-2016), който марката продава в луксозния клас.